# Tiberiu Seregeli
Tiberiu Seregeli – rumuński zapaśnik walczący w stylu wolnym. Brązowy medalista mistrzostw Europy w 1978. Mistrz świata juniorów w 1975 roku.